# Fabresema valeriae
Fabresema valeriae là một loài bướm đêm thuộc phân họ Arctiinae, họ Erebidae.